# Kauza Motol
Kauza Motol je korupční případ týkající se vedení Fakultní nemocnice v Motole v Praze. Policejní razie v tomto nemocničním zařízení proběhla 24. února 2025 a bylo při ní (a souvisejících zásazích) zatčeno 22 osob spojených s velkými zakázkami nemocnice. Mezi zatčenými jsou mimo jiné bývalý ředitel nemocnice Miloslav Ludvík, jeho provozně-technický náměstek Pavel Budinský a advokát Miroslav Jansta. Razii provedla skupina detektivů Národní centrály proti organizovanému zločinu (NCOZ) na žádost Úřadu evropského veřejného žalobce a předcházelo jí dlouhodobé sledování podezřelých. Provedeno bylo i dalších 45 souvisejících policejních akcí.
Policisté NCOZ obvinili 18 lidí, podezřelí jsou mj. z poškození finančních zájmů Evropské unie, dotačního podvodu, přijetí úplatku, podplácení, nepřímého úplatkářství a legalizace výnosů z trestné činnosti. Pět lidí – Miloslav Ludvík, Pavel Budinský, Miroslav Jansta, podnikatel Mykhaylo Popovych (společník ve firmě Midian – Coral) a místopředseda představenstva firmy DCI Czech Petr Kysučan – bylo vzato do vazby.
V souvislosti s kauzou zasahoval NCOZ také v srpnu 2025.